# (941) Маррей
941 Ма́ррей (941 Murray) — астероид Главного астероидного пояса. Открыт 10 октября 1920 года австрийским астрономом Иоганном Пализой в Вене, Австрия. Астероид был назван в честь американского профессора Гилберта Маррея, который оказал помощь Австрии после Первой мировой войны в 1920 году.
Астероид не пересекает орбиту Земли, и делает полный оборот вокруг Солнца за 4,65 Юлианских лет.

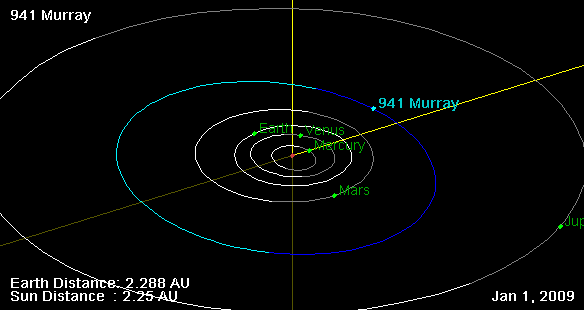
Орбита астероида Маррей, и его положение в Солнечной системе на 01.01.2009 г. Рисунок NASA JPL Small Body Orbit Viewer applet